# Hyuga Neji
Hyuga Neji is een personage in de manga- en animeserie van Naruto.

## Neji
Neji Hyuga (日向 ネジ, Hyūga Neji) is lid van Team Guy en een wonderkind van de Hyuga-clan. Ondanks zijn natuurtalent, behoort Neji tot het "Lager huis" van de clan. Dit maakt hem onwaardig om de clans meest geheime technieken te leren. Hierdoor toont Neji bij het begin van de anime openlijk zijn haat tegenover het "Hoger huis" van de clan, altijd klaar om de leden hiervan zowel verbaal als fysiek aan te vallen wanneer hij er de kans toe krijgt. Op dit ogenblik in de serie gelooft Neji in een fatalistische levenswijze, dat iemands lot onontkoombaar is en een zwak persoon altijd zwak zal zijn. Nadat hij in een gevecht wordt verslagen door Naruto Uzumaki, een personage dat zijn lot heeft getart door sterker te worden, ondergaat Neji een metamorfose. Hij laat het idee van een vooraf bepaald lot los en  legt zichzelf op om sterk genoeg te worden zodat hij nooit meer een gevecht zal verliezen. Hij probeert tevens de verzuurde relatie tussen zichzelf en de leden van het "Hoger huis" te verzoenen, waardoor hij op het einde van deel I (Naruto) wordt toegelaten tot training met de leider van het "Hoger huis"I.
Neji toont zijn titel als wonderkind van de Hyuga doorheen de serie. Wanneer we hem voor het eerst tegenkomen is hij zeer bekwaam met de "Yuken" (Letterlijk: "Zachte Vuist"), waarmee hij zijn tegenstanders interne systemen (zoals chakra banen) rechtstreeks mee kan aanvallen. Ondanks dat hij nooit in deze stijl getraind is heeft Neji zich deze en zijn andere sterke aanvallen eigen gemaakt door middel van observatie. Naarmate de serie vordert, verbeterd Neji deze technieken in nog krachtigere vormen, ofwel om hun kracht te vermeerderen of om een klein foutje eruit te halen. Als voorbeeld nemen we zijn Byakugan (Letterlijk: "Wit oog"), een oog techniek die de bezitter ervan een bijna 360 graden zicht binnen een 50m radius geeft. Neji traint continue om zijn kleine "blinde vlek" (een deel dat de Byakugan niet kan zien) uit te schakelen en zijn gezichtsveld te vermeerderen

## Neji's vader
Neji's vader is de broer van het hoofd in de familie, hij lijkt erg veel op zijn broer.
Een groep andere ninja's in de ninja oorlog wilden een afspraak maken. Ze kregen beide vrede als ze het hoofd van de Hyuga-clan dood zouden zien. Het valt al te raden maar hij had weinig keus. Het hoofd wilde dus eerst zichzelf opofferen, maar toen kwam zijn broer die een plan had. Aangezien hij heel erg op zijn broer lijkt, kon hij doen alsof hij het hoofd van de clan was.
Neji's vader durfde niet te vertellen dat hij dit ging doen (voor zijn zoon).
Later wil Neji wraak nemen dan legt het hoofd van de familie (of zijn oom) alles uit.